# Юстыт
Юстыт (в верховье Богуты и Правые Богуты, Байзин; устар. Юстыд; алт. Јӱс-Тыт) — река в Кош-Агачском районе Республики Алтай. Левый приток реки Чуя. Длина — 103 км.

## Этимология
Название реки происходит от алт. јӱс — сто и тыт — лиственница, и означает сто лиственниц, много лиственниц, лиственничный лес. В долине реки находят остатки древних лиственничных лесов. Считается, что в раннем средневековье в долине Юстыт располагался мощный металлургический район и леса были вырублены для нужд выплавки металла.
Богуты, Могута, Мыюта, Мыйту от монг. могой — змея; можно сравнить с калм. могата — змеиный, со змеями.

## Течение

### Верховья
Формируется из ряда ручьёв и озёр в осевой части хребта Чихачева под названием Правые Богуты. После впадения реки Левые Богуты меняет название на Богуты. Некоторые источники считают точку слияния Правых и Левых Богуты за начало реки Чуи.
Длина Богуты имеет протяжённость около 35 км, включает небольшую Богутинскую впадину, являющуюся восточным ответвлением Чуйской впадины, а также часть западного склона хребта Чихачева.
Протекает через озеро Богуты (Верхнее Богутинское), расположенное на высоте 2468 метров над уровнем моря. Течёт по долине через озеро Адай (Среднее Богутинское), далее протекает через озеро Богуты (Кок-Куль, Нижнее Богутинское). Соединяясь с рекой Нарын-Гол на высоте 2250,1 метра над уровнем моря, меняет название на Юстыт Ширина реки ниже озера Адай — 45 метров, глубина — 0,5 метра.
Лесов в долине реки нет, высокогорная степь переходит в горную тундру. Отсутствие древесной растительности в долине реки Богуты объясняют сухим и холодным климатом района, а также не исключают, что уничтожению флоры в значительной мере было вызвано селями. Из-за сурового климата немногочисленное кочевое население проживает лишь в нижнем течении (от слияния с Нарын-голом до Нижнего Богутинского озера), в средней части долины осуществляется лишь ловля рыбы и выпас скота.

### Среднее и нижнее течение
Ниже устья Нарын-Гола поворачивает на запад и вытекает в Чуйскую степь. На ней Юстыт сливается с рекой Кызылшин и формирует Чую.
В низовье имеет двойное название — Юстыт и Байзин.

## Притоки
По порядку от устья:
- Бар-Бургазы (пр.)[2]
- Уландрык (лв.)[2]
- Ташантинка (лв.)[2]
- ручей от родника Аркалударык (лв.)[2]
- ручей от родника Калан (пр.)[2]
- Нарын-Гол (пр.)[2]
- Чаган-Гол (пр.)[2]
- Ористы (пр.)[2]
- Левые Богуты (лв.)[5]

## Физико-географическая характеристика

### Исследование древних оледенений в бассейне реки Богуты
Богуты считается основной среди рек, питающих озеро Нижнее Богуты. Исследователи обнаружили «контур общего ледникового языка мультинской стадии», который «прослеживается сразу ниже слияния водотоков, образующих р. Богуты».
Исследования следов селевого потока 2017 года, проводившиеся в районе реки Богуты, показали, что «современное оледенение в бассейне р. Богуты практически полностью деградировало». Именно это обстоятельство инициирует возникновение не только селей, но и других опасных склоновых процессов.

### Границы бассейна
Бассейн реки Юстыт с юга ограничен бассейном реки Ортолык (протока Чуи) и Чуйским трактом. Здесь же проходит хребет Сайлюгем и граница России с Монголией, а с юго-восточной и северо-восточной стороны расположен хребет Чихачёва.

### Населённые пункты
В долине реки находятся сёла: Ташанта, Жана-Аул, Кокоря, Тобелер, Актал, недалеко от устья реки — центр района Кош-Агач. Имеется несколько родников — Калан и Аркалудалык.

## Достопримечательности
Долина реки Юстыт содержит в себе большое количество разнообразных археологических объектов. Здесь находятся сотни каменных курганов, оградки, стелы, балбалы. Большая часть археологических памятников сконцентрирована в среднем течении реки. Наиболее древними из них является 7 палеолитических местонахождений. К эпохе бронзы относятся различные по конструкции керексуры, число которых около 150. Самые большие из них — у родника Калан.
Уникальным является комплекс гончарных печей гуннского времени, открытый в 1978 году в среднем течении реки Юстыт, в обрыве пересыхающего летом озера. Рядом с гончарными печами найдены остатки железоплавильных печей. Ещё несколько древних железоплавильных горнов известно на противоположном берегу реки, у подножия небольшой горы, которая имеет название Печь Чингисхана.
Встречается множество петроглифов, изображающих сцены охоты, а также животных — горных козлов, собак, оленей.

## Галерея

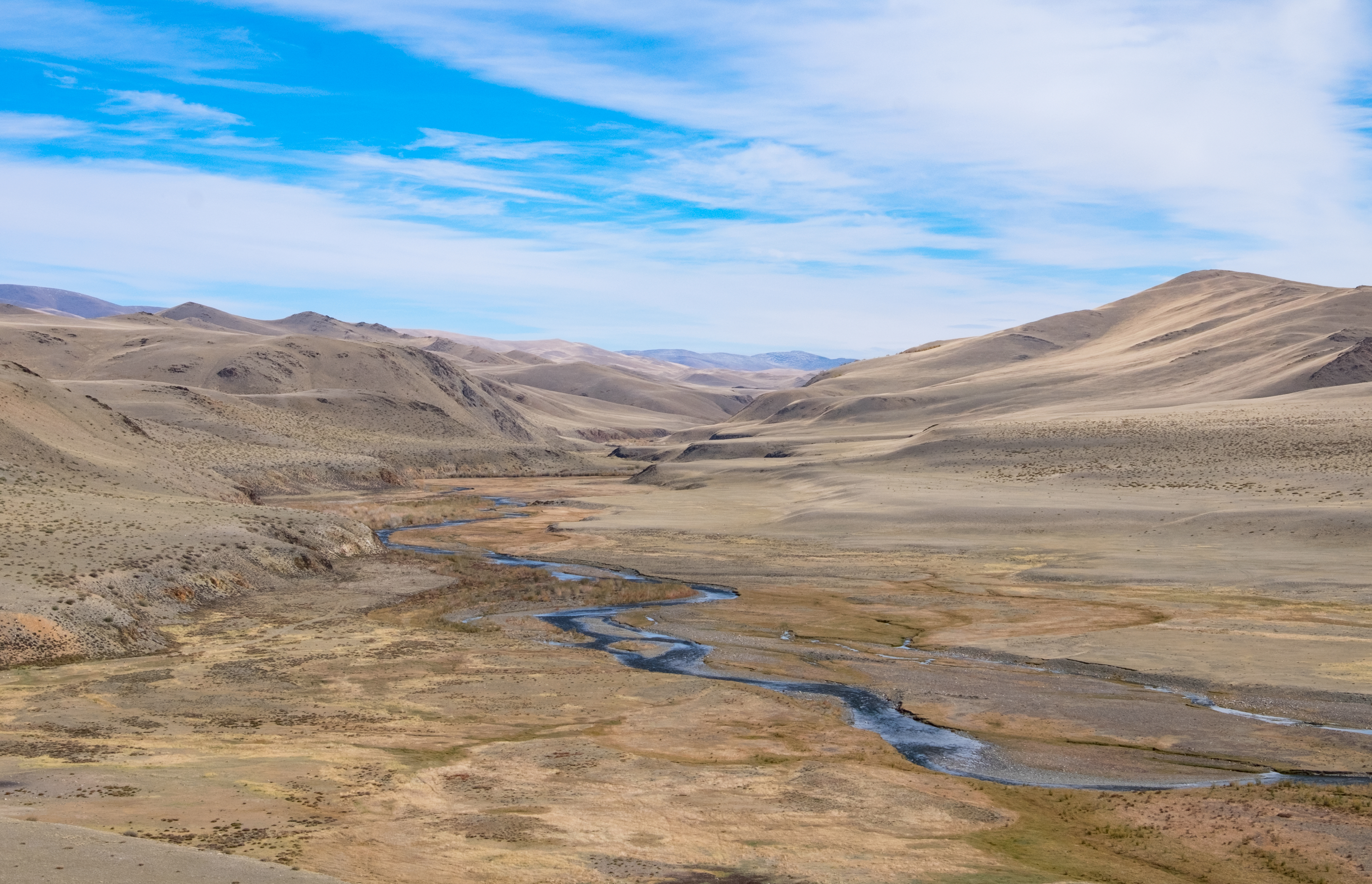
Река Бар-Бургазы, правый приток
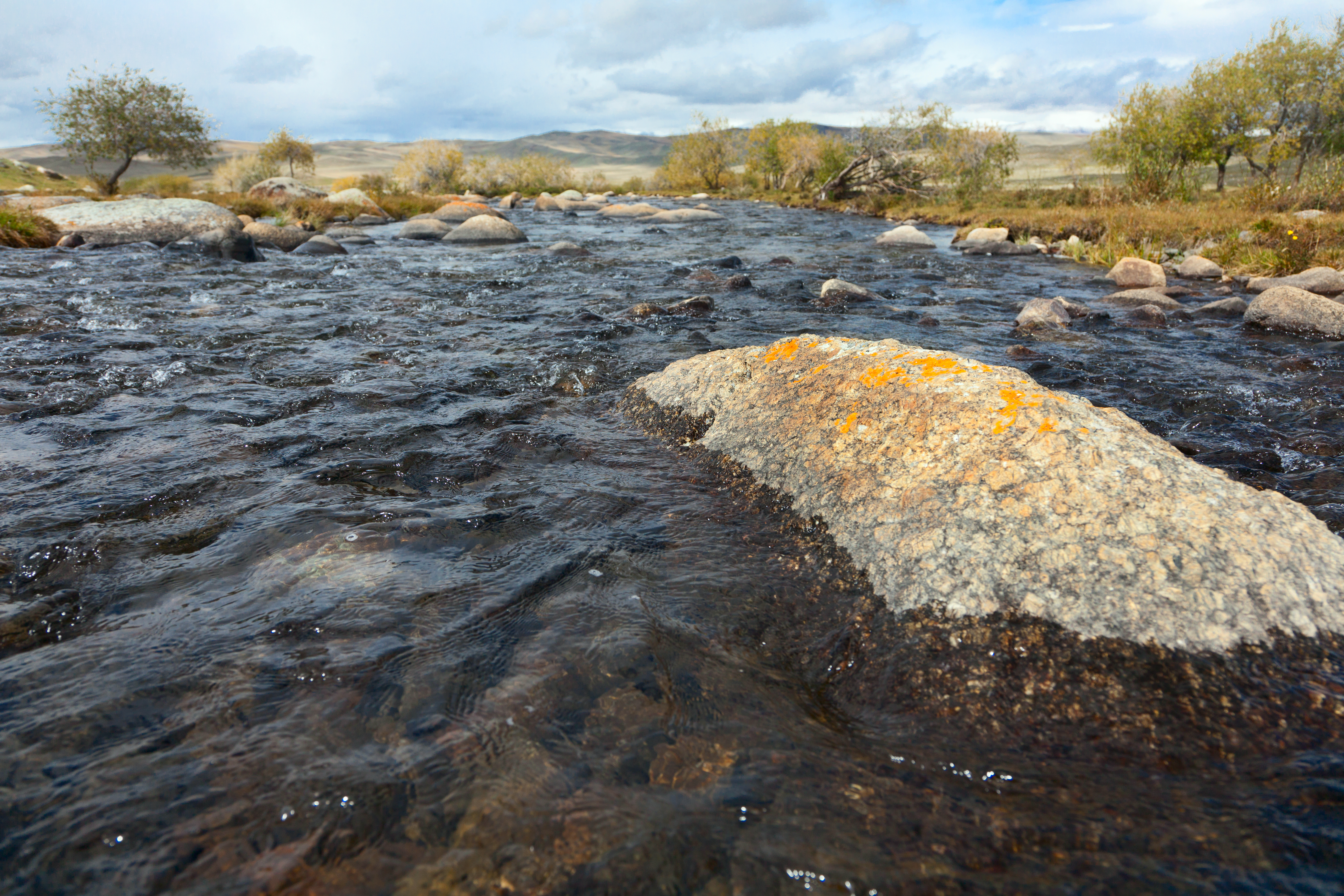
Место слияния рек Богуты и Нарын-Гол, начало реки Юстыт
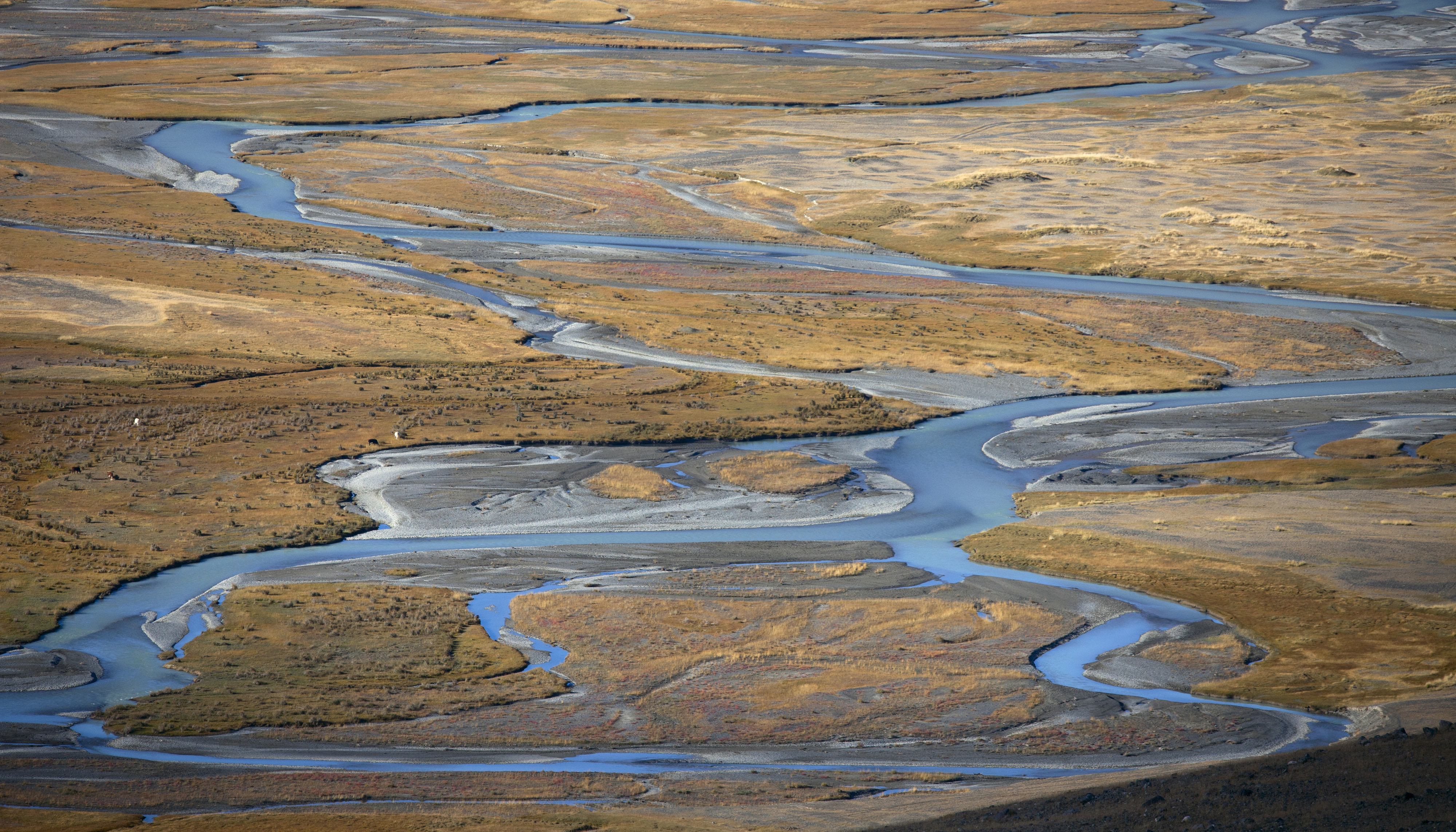
Меандры
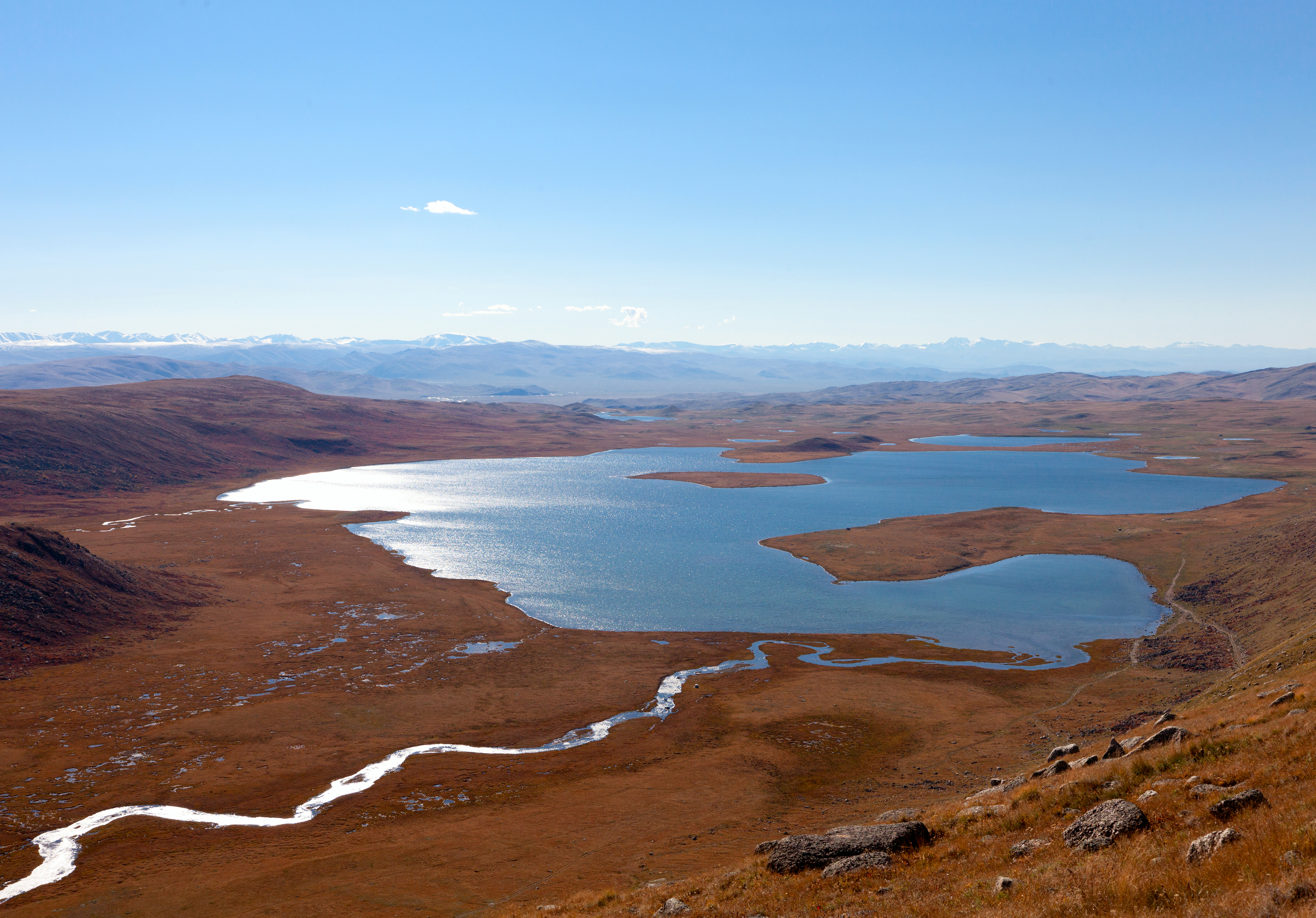
Озеро Киндыктыкуль
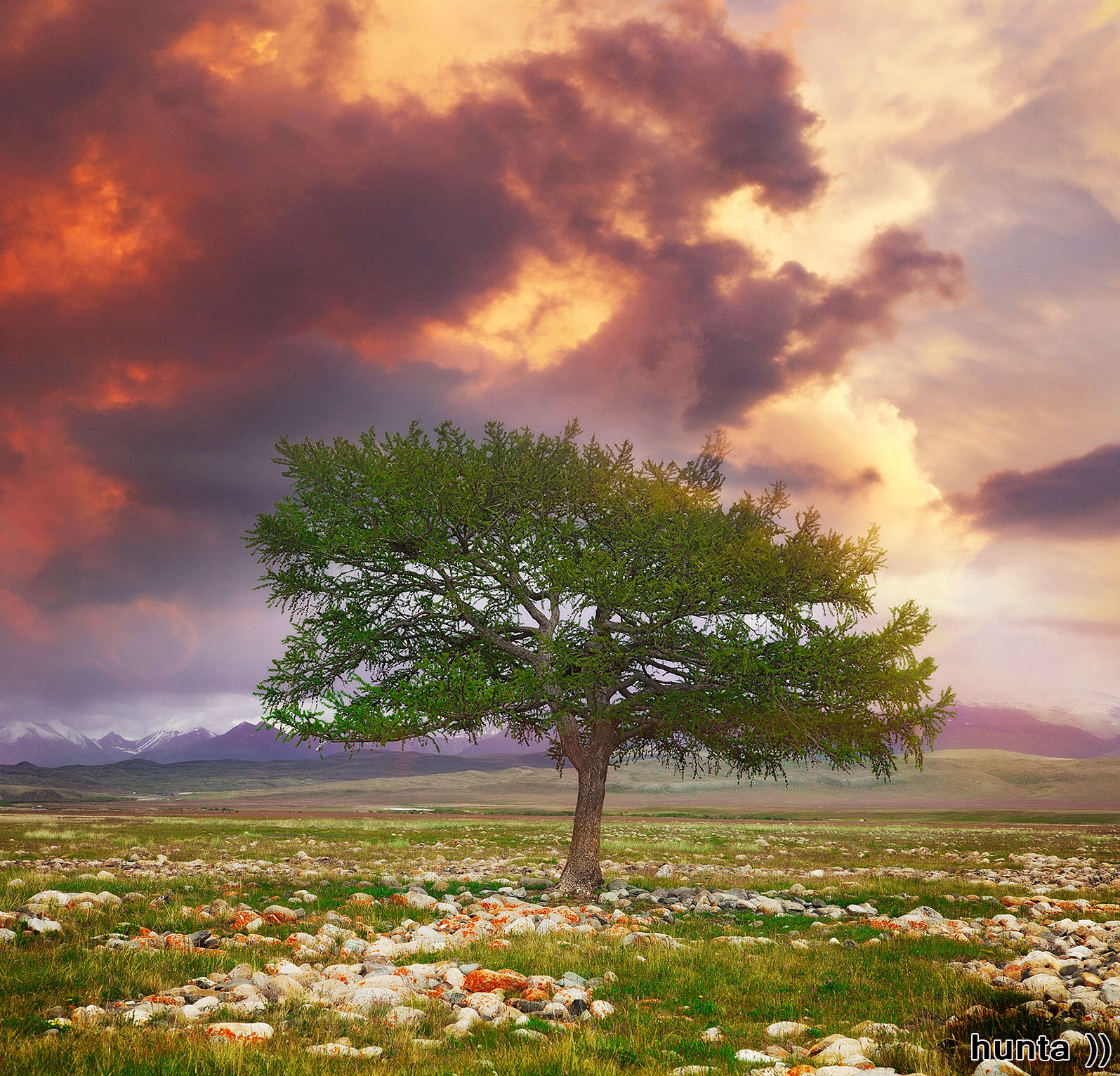
Шаман-дерево в долине реки
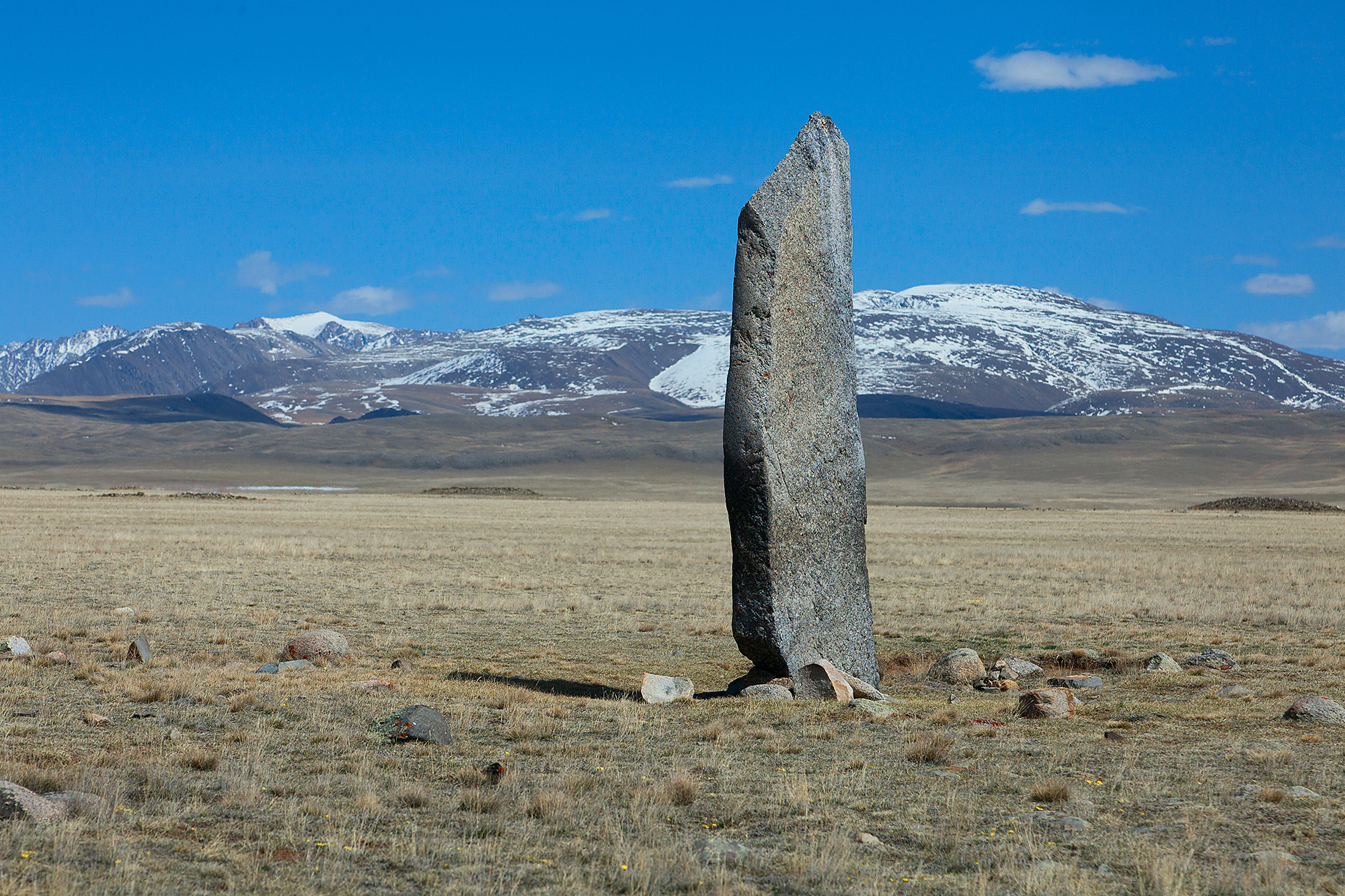
Коновязь Чингисхана
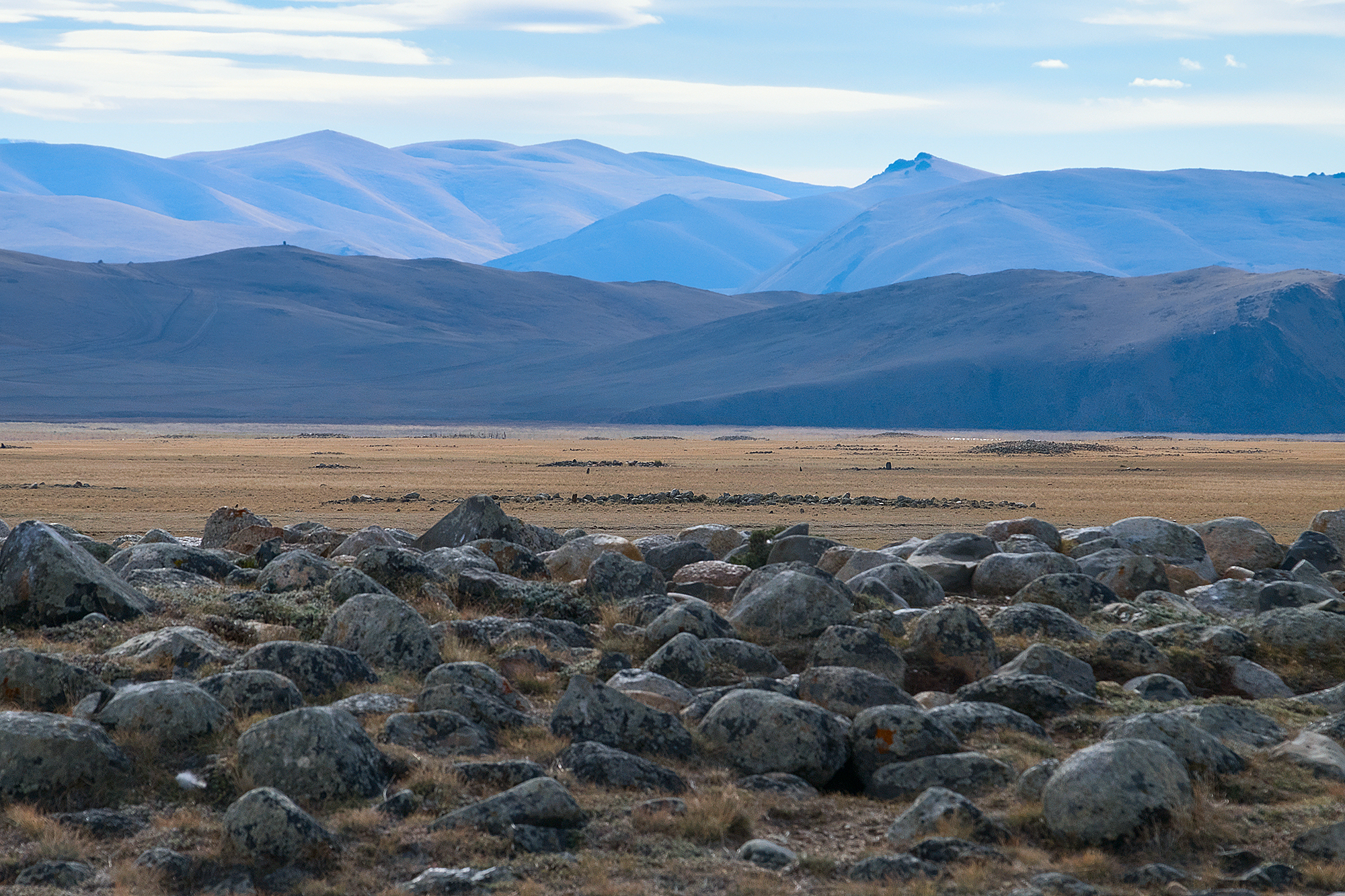
Курганы в долине реки Юстыт